# Association médicale israélienne
Pour les articles homonymes, voir IMA.
L'Association médicale israélienne (AMI), en hébreu : ההסתדרות הרפואית בישראל , (Ha Histadrout Ha Refouit Be Israel), en anglais Israeli Medical Association (IMA), est une association professionnelle de médecins en Israël.

## Histoire
L'origine de l'AMI remonte à la Société de médecine hébraïque de Jaffa et du district de Jaffa (Hebrew Medicinal Society for Jaffa and the Jaffa District) fondée en 1912, qui devient plus tard l’Association médicale du pays d’Israël (Hebrew Medical Association in the Land of Israel, HMA). L’AMI a un programme de bourses d’échanges ouvert aux médecins du monde entier. Son président  est le Dr Leonid Eidelman.
L’Association médicale israélienne publie deux journaux : Harefuah (La Médecine) en hébreu, avec résumés d’articles en anglais et Israel Medical Association Journal (IMAJ), en anglais.
En 2007, le Dr Yoram Blacher, président de l’IMA depuis 1995, est élu à la présidence de l’Association médicale mondiale .
L’association a fêté son centenaire en novembre 2011 avec un symposium et une exposition au siège de l’Union européenne à Bruxelles. Ces manifestations étaient organisées par le groupe des médecins juifs de Belgique, Bnai Brit International et le Bureau des délégués des Juifs britanniques.